# Václav Švejcar
Václav Švejcar (Písek, 12 luglio 1962 – Písek, 25 dicembre 2008) è stato un pittore ceco autore di immagini meditative.
Pur essendo un autodidatta nelle arti figurative, fa parte degli artisti più noti e popolari della Repubblica Ceca nel campo della pittura meditativa.

## Biografia

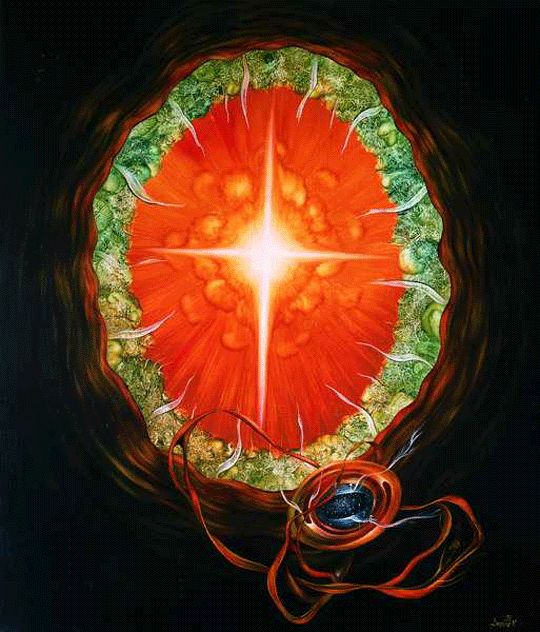

Imparò il mestiere di motorista navale (1980), conseguì la maturità in un istituto di meccanica industriale di Strakonice (1983) e si diplomò nella facoltà di meccanica industriale dell'istituto tecnico superiore di Praga (1990).
In qualità di capitano di nave si trovava nel 1991 al largo della Liberia (Africa) quando venne colpito da una appendiicite acuta ed ebbe esperienze di morte clinica, che cambiarono profondamente la sua idea della vita e il suo modo di viverla. Per esprimere le sue visioni cominciò a dipingere immagini meditative e lo stesso anno lasciò la professione per cominciare a occuparsi di pittura a tempo pieno, con lo scopo di trasmettere ai fruitori un'energia tranquillizzante e fonte di armonia ed ispirarli per quanto possibile nella loro ricerca spirituale.

## Opere
Dal 1991 Václav Švejcar ha realizzato molte mostre personali in tutta la Repubblica Ceca, nel 1991 anche a New York, e ha partecipato a diverse mostre collettive, oltre che in Repubblica Ceca, anche in Germania (1990), Austria (1996, 1997 e 2004) e in Florida, Stati Uniti (2006). Vedere un elenco dettagliato nella pagina ufficiale dell'autore (vedi infra). I suoi quadri appaiono anche in diverse riviste, libri e copertine di CD di musica spirituale.
Lo studio dell'artista è visitabile su appuntamento nella sua casa privata a Písek (Boemia Meridionale).

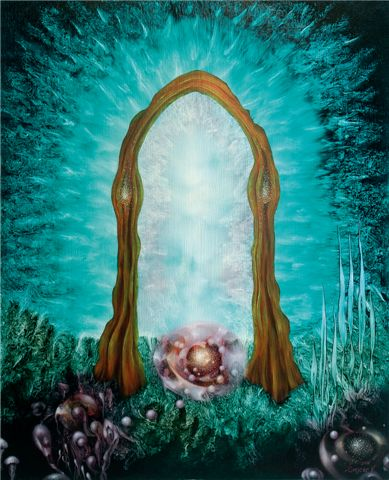
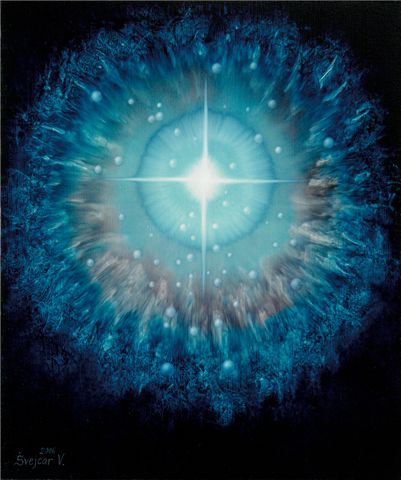
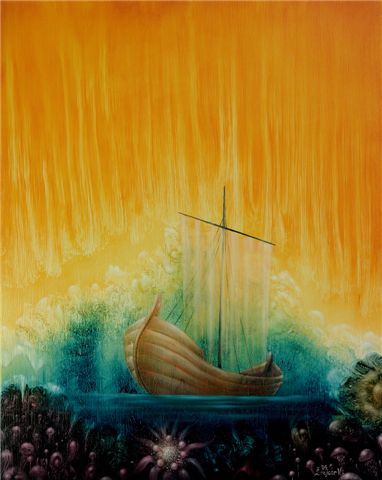